# Radar de impulsos Doppler

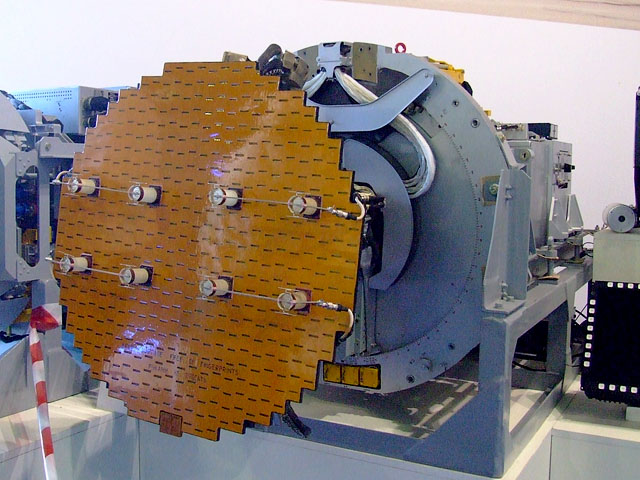
Antena de radar Doppler de pulso aerotransportado

Un radar de pulso Doppler es un sistema de radar que determina la distancia a un objetivo mediante técnicas de sincronización de pulsos y utiliza el efecto Doppler de la señal de retorno para determinar la velocidad del objeto objetivo. Combina las características de los radares de pulsos y los radares de onda continua, que antes estaban separados debido a la complejidad de la electrónica.

El primer radar Doppler de pulso operativo fue el CIM-10 Bomarc, un misil supersónico estadounidense de largo alcance propulsado por motores estatorreactores, y que estaba armado con un arma nuclear W40 para destruir formaciones enteras de aviones enemigos atacantes. Los sistemas Doppler de pulso se utilizaron ampliamente por primera vez en aviones de combate a partir de la década de 1960. Los radares anteriores habían utilizado la sincronización de pulsos para determinar el alcance y el ángulo de la antena (o medios similares) para determinar el rumbo. Sin embargo, esto solo funcionaba cuando la antena del radar no apuntaba hacia abajo; en ese caso, el reflejo del suelo abrumaba cualquier retorno de otros objetos. Como el suelo se mueve a la misma velocidad pero en dirección opuesta a la aeronave, las técnicas Doppler permiten filtrar el retorno del suelo, revelando aeronaves y vehículos. Esto le da a los radares Doppler de pulso la capacidad de " mirar hacia abajo/derribar ". Una ventaja secundaria en el radar militar es reducir la potencia transmitida al mismo tiempo que se logra un rendimiento aceptable para mejorar la seguridad del radar furtivo. 

Las técnicas de pulso Doppler también se utilizan ampliamente en los radares meteorológicos , lo que permite que el radar determine la velocidad del viento a partir de la velocidad de cualquier precipitación en el aire. El radar de pulso Doppler también es la base del radar de apertura sintética utilizado en la astronomía de radar , la teledetección y la cartografía. En el control del tráfico aéreo , se utilizan para distinguir las aeronaves del ruido. Además de las aplicaciones de vigilancia convencionales mencionadas anteriormente, el radar de pulso Doppler se ha aplicado con éxito en la atención sanitaria, como la evaluación del riesgo de caídas y la detección de caídas, para fines de enfermería o clínicos. 

## Historia
Los primeros sistemas de radar no funcionaron como se esperaba. La razón se atribuyó a los efectos Doppler que degradan el rendimiento de los sistemas que no están diseñados para tener en cuenta los objetos en movimiento. Los objetos que se mueven rápidamente provocan un cambio de fase en el pulso de transmisión que puede producir la cancelación de la señal. El efecto Doppler tiene un efecto perjudicial máximo en los sistemas indicadores de objetivos en movimiento , que deben utilizar el cambio de fase inverso para la compensación Doppler en el detector.
También se descubrió que los efectos meteorológicos Doppler (precipitación) degradaban el radar convencional y el radar indicador de objetivos móviles, que pueden ocultar los reflejos de las aeronaves. Este fenómeno se adaptó para su uso con radares meteorológicos en la década de 1950, después de la desclasificación de algunos sistemas de la Segunda Guerra Mundial.
El radar Doppler de pulsos se desarrolló durante la Segunda Guerra Mundial para superar las limitaciones aumentando la frecuencia de repetición de pulsos . Esto requirió el desarrollo del klistrón , el tubo de ondas viajeras y los dispositivos de estado sólido. Los primeros radares Doppler de pulsos eran incompatibles con otros dispositivos de amplificación de microondas de alta potencia que no son coherentes , pero se desarrollaron técnicas más sofisticadas que registran la fase de cada pulso transmitido para compararlo con los ecos devueltos.
Los primeros ejemplos de sistemas militares incluyen el AN/SPG-51 B, desarrollado durante la década de 1950 específicamente con el propósito de operar en condiciones de huracán sin degradación del rendimiento.
El sistema de control de fuego Hughes AN/ASG-18 fue un prototipo de sistema de radar/combinación aerotransportado para el avión interceptor North American XF-108 Rapier planeado para la Fuerza Aérea de los Estados Unidos, y más tarde para el Lockheed YF-12 . El primer radar Doppler de pulso de los EE. UU.  , el sistema tenía capacidad de mirar hacia abajo y derribar y podía rastrear un objetivo a la vez.
El uso del radar Doppler de pulsos en los aviones se hizo posible después de que se incorporaran computadoras digitales al diseño. El radar Doppler de pulsos proporcionó la capacidad de mirar hacia abajo y derribar hacia abajo para apoyar los sistemas de misiles aire-aire en la mayoría de los aviones militares modernos a mediados de la década de 1970.

## Principio

### Medición de rango
Los sistemas Doppler de pulso miden la distancia a los objetos midiendo el tiempo transcurrido entre el envío de un pulso de energía de radio y la recepción de un reflejo del objeto. Las ondas de radio viajan a la velocidad de la luz , por lo que la distancia al objeto es el tiempo transcurrido multiplicado por la velocidad de la luz, dividido por dos: ida y vuelta.

### Medición de velocidad
El radar de pulso Doppler se basa en el efecto Doppler , donde el movimiento en el rango produce un cambio de frecuencia en la señal reflejada desde el objetivo.
La velocidad radial es esencial para el funcionamiento del radar Doppler de pulsos. A medida que el reflector se mueve entre cada pulso de transmisión, la señal de retorno tiene una diferencia de fase , o desplazamiento de fase , de pulso a pulso. Esto hace que el reflector produzca una modulación Doppler en la señal reflejada.
Los radares de pulso Doppler aprovechan este fenómeno para mejorar el rendimiento.
La amplitud del pulso que regresa sucesivamente desde el mismo volumen escaneado esdónde
- es la distancia del radar al objetivo,
- es la longitud de onda del radar,
- es el tiempo entre dos pulsos.

Entonces
Esto permite que el radar separe los reflejos de múltiples objetos ubicados en el mismo volumen de espacio separando los objetos utilizando un espectro amplio para segregar diferentes señales:dóndees el cambio de fase inducido por el movimiento de rango.

### Beneficios
La velocidad de rechazo se puede seleccionar en los sistemas de detección de aeronaves con efecto Doppler de pulso, por lo que no se detectará nada por debajo de esa velocidad. Un haz de antena de un grado ilumina millones de pies cuadrados de terreno a una distancia de 16 km (10 millas), y esto produce miles de detecciones en el horizonte o por debajo de él si no se utiliza el efecto Doppler.
El radar Doppler de pulso utiliza los siguientes criterios de procesamiento de señales para excluir señales no deseadas de objetos que se mueven lentamente. Esto también se conoce como rechazo de interferencias.  La velocidad de rechazo suele establecerse justo por encima de la velocidad del viento predominante (10 a 100 mph o 20 a 160 km/h). El umbral de velocidad es mucho más bajo para el radar meteorológico . 
En el radar de pulso Doppler aerotransportado, el umbral de velocidad está compensado por la velocidad de la aeronave con respecto al suelo.dóndees el ángulo de desplazamiento entre la posición de la antena y la trayectoria de vuelo de la aeronave.
Los reflejos de superficie aparecen en casi todos los radares. El eco del suelo generalmente aparece en una región circular dentro de un radio de aproximadamente 40 km (25 millas) cerca del radar terrestre. Esta distancia se extiende mucho más allá en los radares aéreos y espaciales. El eco es el resultado de la energía de radio que se refleja desde la superficie terrestre, los edificios y la vegetación. El eco incluye el clima en los radares destinados a detectar e informar sobre aeronaves y naves espaciales. 
El ruido crea una región vulnerable en el radar de dominio temporal de amplitud de pulso . Los sistemas de radar que no son Doppler no pueden apuntar directamente al suelo debido a las excesivas falsas alarmas, que sobrecargan las computadoras y los operadores. La sensibilidad debe reducirse cerca del ruido para evitar la sobrecarga. Esta vulnerabilidad comienza en la región de baja elevación a varios anchos de haz por encima del horizonte y se extiende hacia abajo. Esto también existe en todo el volumen de aire en movimiento asociado con el fenómeno meteorológico.
El radar de pulso Doppler corrige esto de la siguiente manera.
- Permite que la antena del radar apunte directamente al suelo sin saturar el ordenador y sin reducir la sensibilidad.
- Rellena la región de vulnerabilidad asociada con el radar de dominio temporal de amplitud de pulso para la detección de objetos pequeños cerca del terreno y el clima.
- Aumenta el rango de detección en un 300% o más en comparación con la indicación de objetivo móvil (MTI) al mejorar la visibilidad por debajo del desorden.

Se necesita una capacidad de rechazo de interferencias de aproximadamente 60 dB para poder mirar hacia abajo y disparar hacia abajo , y el pulso Doppler es la única estrategia que puede satisfacer este requisito. Esto elimina las vulnerabilidades asociadas con el entorno de baja elevación y por debajo del horizonte.
La compresión de pulsos y el indicador de objetivo móvil (MTI) proporcionan una visibilidad por debajo del nivel de interferencias de hasta 25 dB. El haz de la antena MTI se dirige por encima del horizonte para evitar una tasa excesiva de falsas alarmas, que hace que los sistemas sean vulnerables. Las aeronaves y algunos misiles explotan esta debilidad utilizando una técnica llamada volar por debajo del radar para evitar ser detectados ( nap-of-the-earth ). Esta técnica de vuelo es ineficaz contra el radar de pulso Doppler.
El pulso Doppler proporciona una ventaja cuando se intenta detectar misiles y aeronaves de baja observabilidad que vuelan cerca del terreno, la superficie del mar y el clima.
El Doppler audible y el tamaño del objetivo permiten clasificar pasivamente el tipo de vehículo cuando no se puede identificar a un amigo o enemigo a partir de una señal de transpondedor . Las señales de microondas reflejadas con una frecuencia de repetición de pulsos (PRF) media se encuentran entre 1500 y 15 000 ciclos por segundo, lo que es audible. Esto significa que un helicóptero suena como un helicóptero, un avión a reacción suena como un avión a reacción y un avión de hélice suena como una hélice. Los aviones sin partes móviles producen un sonido. El tamaño real del objetivo se puede calcular utilizando la señal audible. 

### Perjuicios
Se requiere procesamiento de ambigüedad cuando el rango objetivo está por encima de la línea roja en el gráfico, lo que aumenta el tiempo de escaneo.
El tiempo de escaneo es un factor crítico para algunos sistemas porque los vehículos que se mueven a la velocidad del sonido o por encima de ella pueden viajar una milla (1,6 km) cada pocos segundos, como el Exocet , el Harpoon , el Kitchen y los misiles aire-aire . El tiempo máximo para escanear todo el volumen del cielo debe ser del orden de una docena de segundos o menos para los sistemas que operan en ese entorno.
El radar de pulso Doppler por sí solo puede ser demasiado lento para cubrir todo el volumen del espacio sobre el horizonte a menos que se utilice un haz en abanico. Este enfoque se utiliza con el radar de vigilancia aérea de muy largo alcance AN/SPS 49(V)5, que sacrifica la medición de la elevación para ganar velocidad. 
El movimiento de la antena de pulso Doppler debe ser lo suficientemente lento como para que todas las señales de retorno de al menos 3 PRF diferentes puedan procesarse hasta el rango de detección máximo previsto. Esto se conoce como tiempo de permanencia .  El movimiento de la antena para pulso Doppler debe ser tan lento como el radar que utiliza MTI .
Los radares de búsqueda que incluyen pulso Doppler suelen ser de modo dual porque el mejor rendimiento general se logra cuando se utiliza pulso Doppler para áreas con altas tasas de falsas alarmas (horizonte o debajo y clima), mientras que el radar convencional escaneará más rápido en espacio libre donde la tasa de falsas alarmas es baja (encima del horizonte con cielos despejados).
El tipo de antena es una consideración importante para el radar multimodo porque el cambio de fase no deseado introducido por la antena del radar puede degradar las mediciones de rendimiento para la visibilidad por debajo del desorden.

## Procesamiento de la señal
Artículo principal: Procesamiento de señales Doppler de pulso
La mejora del procesamiento de señales del pulso Doppler permite detectar objetos pequeños de alta velocidad en las proximidades de reflectores grandes de movimiento lento. Para lograr esto, el transmisor debe ser coherente y producir un ruido de fase bajo durante el intervalo de detección, y el receptor debe tener un amplio rango dinámico instantáneo .
El procesamiento de señales de pulso Doppler también incluye resolución de ambigüedad para identificar el rango y la velocidad reales.
Las señales recibidas de múltiples PRF se comparan para determinar el rango real utilizando el proceso de resolución de ambigüedad de rango .
Las señales recibidas también se comparan utilizando el proceso de resolución de ambigüedad de frecuencia .

### Resolución de rango
La resolución de rango es la separación mínima de rango entre dos objetos que viajan a la misma velocidad antes de que el radar pueda detectar dos reflexiones discretas:
Además de este límite de muestreo, la duración del pulso transmitido podría significar que los retornos de dos objetivos se recibirán simultáneamente desde diferentes partes del pulso.

### Resolución de velocidad
La resolución de velocidad es la diferencia mínima de velocidad radial entre dos objetos que viajan al mismo rango antes de que el radar pueda detectar dos reflexiones discretas:

## Consideración especial
El radar de pulso Doppler tiene requisitos especiales que deben cumplirse para lograr un rendimiento aceptable.

### Frecuencia de repetición de pulsos
Artículo principal: Frecuencia de repetición de pulsos
El pulso Doppler suele utilizar una frecuencia de repetición de pulsos (PRF) media, de entre 3 kHz y 30 kHz. El rango entre pulsos de transmisión es de entre 5 km y 50 km.
El alcance y la velocidad no se pueden medir directamente utilizando una frecuencia de pulsos media, y se requiere una resolución de ambigüedad para identificar el alcance y la velocidad reales. Las señales Doppler generalmente son superiores a 1 kHz, lo que es audible, por lo que las señales de audio de los sistemas de frecuencia de pulsos media se pueden utilizar para la clasificación pasiva de objetivos.

### Medición angular
Los sistemas de radar requieren medición angular. Los transpondedores normalmente no se asocian con el radar Doppler de pulso, por lo que se requiere la supresión de lóbulos laterales para su funcionamiento práctico. 
Los sistemas de radar de seguimiento utilizan el error angular para mejorar la precisión al generar mediciones perpendiculares al haz de la antena del radar. Las mediciones angulares se promedian a lo largo de un período de tiempo y se combinan con el movimiento radial para desarrollar información adecuada para predecir la posición del objetivo en un corto período de tiempo en el futuro.
Las dos técnicas de error de ángulo utilizadas con el radar de seguimiento son el monopulso y el escaneo cónico .

### Coherencia
El radar Doppler de pulso requiere un oscilador coherente con muy poco ruido. El ruido de fase reduce el rendimiento de visibilidad por debajo de los ruidos molestos al producir un movimiento aparente en objetos estacionarios.
El magnetrón de cavidad y el amplificador de campo cruzado no son apropiados porque el ruido introducido por estos dispositivos interfiere con el rendimiento de detección. Los únicos dispositivos de amplificación adecuados para el Doppler de pulso son el klistrón , el tubo de onda progresiva y los dispositivos de estado sólido.

### Festoneado
Artículo principal: Festoneado por radar
El procesamiento de señales Doppler pulsado introduce un fenómeno denominado festoneado. El nombre está asociado con una serie de agujeros que se excavan en el área de detección.
El escalofrío para el radar Doppler de pulsos implica velocidades ciegas creadas por el filtro de rechazo de interferencias. Cada volumen de espacio debe escanearse utilizando 3 o más PRF diferentes. Un esquema de detección de dos PRF tendrá brechas de detección con un patrón de rangos discretos, cada uno de los cuales tiene una velocidad ciega.

### Ventanas
Los artefactos de timbre plantean un problema con la búsqueda, detección y resolución de ambigüedad en el radar de pulso Doppler.
El timbre se reduce de dos maneras.
En primer lugar, se ajusta la forma del pulso de transmisión para suavizar el borde de entrada y el borde de salida, de modo que la potencia de RF aumenta y disminuye sin un cambio abrupto. Esto crea un pulso de transmisión con extremos suaves en lugar de una onda cuadrada, lo que reduce el fenómeno de zumbido que de otro modo se asocia con la reflexión del objetivo.
En segundo lugar, la forma del pulso de recepción se ajusta utilizando una función de ventana que minimiza el zumbido que se produce cada vez que se aplican pulsos a un filtro. En un sistema digital, esto ajusta la fase y/o amplitud de cada muestra antes de que se aplique a la transformada rápida de Fourier . La ventana de Dolph-Chebyshev es la más eficaz porque produce un piso de procesamiento plano sin zumbido que de otro modo causaría falsas alarmas. 

### Antena
El radar de pulso Doppler generalmente se limita a antenas dirigidas mecánicamente y conjuntos en fase activos.
Los componentes mecánicos de RF, como las guías de ondas, pueden producir modulación Doppler debido al cambio de fase inducido por la vibración. Esto genera el requisito de realizar pruebas operativas de espectro completo utilizando mesas vibratorias que puedan producir vibraciones mecánicas de alta potencia en todas las frecuencias de audio previstas.
El Doppler es incompatible con la mayoría de las antenas de matriz en fase dirigidas electrónicamente . Esto se debe a que los elementos del desfasador de la antena no son recíprocos y el desfasador debe ajustarse antes y después de cada pulso de transmisión. El desfasador espurio se produce por el impulso repentino del desfasador, y el asentamiento durante el período de recepción entre los pulsos de transmisión coloca la modulación Doppler sobre un eco estacionario. Esa modulación de recepción corrompe la medida del rendimiento para la visibilidad por debajo del eco. Se requiere un tiempo de asentamiento del desfasador del orden de 50 ns. El inicio del muestreo del receptor debe posponerse al menos 1 constante de tiempo de asentamiento del desfasador (o más) por cada 20 dB de visibilidad por debajo del eco.
La mayoría de los desfasadores de antena que funcionan a frecuencias de pulso superiores a 1 kHz introducen un desfase espurio a menos que se tomen disposiciones especiales, como reducir el tiempo de estabilización del desfasador a unas pocas docenas de nanosegundos. 
A continuación se muestra el tiempo de estabilización máximo permitido para los módulos de desplazamiento de fase de antena .dónde
- T = tiempo de asentamiento del desfasador,
- SCV = visibilidad del sub-clutter en dB ,
- S = número de muestras de rango entre cada pulso de transmisión,
- PRF = frecuencia máxima de repetición de pulso de diseño.

El tipo de antena y el rendimiento del escaneo son una consideración práctica para los sistemas de radar multimodo.

### Difracción
Las superficies agitadas, como las olas y los árboles, forman una red de difracción adecuada para desviar las señales de microondas. El pulso Doppler puede ser tan sensible que la difracción de las montañas, los edificios o las cimas de las olas se puede utilizar para detectar objetos que se mueven rápidamente y que de otro modo quedarían bloqueados por obstrucciones sólidas a lo largo de la línea de visión. Se trata de un fenómeno con muchas pérdidas que solo es posible cuando el radar tiene un exceso significativo de visibilidad de sub-desorden.
La refracción y la canalización utilizan frecuencias de transmisión en la banda L o inferior para extender el horizonte, lo que es muy diferente de la difracción. La refracción para el radar sobre el horizonte utiliza una densidad variable en la columna de aire sobre la superficie de la Tierra para doblar las señales de RF. Una capa de inversión puede producir un conducto transitorio en la troposfera que atrapa las señales de RF en una fina capa de aire como una guía de ondas.

### Visibilidad del subclutter
La visibilidad de subdesorden implica la relación máxima entre la potencia del desorden y la potencia del objetivo, que es proporcional al rango dinámico. Esto determina el rendimiento en condiciones climáticas adversas y cerca de la superficie terrestre.
La visibilidad del subclutter es la relación entre la señal más pequeña que se puede detectar en presencia de una señal más grande.
Se puede detectar un pequeño reflejo de un objetivo que se mueve rápidamente en presencia de reflejos de desorden más grandes y de movimiento lento cuando se cumple lo siguiente:

### Actuación
La ecuación del radar Doppler de pulsos se puede utilizar para comprender las compensaciones entre diferentes restricciones de diseño, como el consumo de energía, el rango de detección y los riesgos de seguridad de las microondas. Se trata de una forma muy sencilla de modelado que permite evaluar el rendimiento en un entorno estéril.
El rendimiento del rango teórico es el siguiente.
dónde
R = distancia al objetivo,
P t = potencia del transmisor,
G t = ganancia de la antena transmisora,
A r = apertura efectiva (área) de la antena receptora,
σ = sección transversal del radar , o coeficiente de dispersión, del objetivo,
F = factor de propagación del patrón de antena ,
D = tamaño del filtro Doppler (pulsos de transmisión en cada transformada rápida de Fourier ),
k B = constante de Boltzmann ,
T = temperatura absoluta,
B = ancho de banda del receptor (filtro de paso de banda) ,
N = cifra de ruido .
Esta ecuación se deriva de la combinación de la ecuación del radar con la ecuación del ruido y de la consideración de la distribución del ruido en banda a través de múltiples filtros de detección. El valor D se agrega a la ecuación de alcance del radar estándar para tener en cuenta tanto el procesamiento de la señal Doppler de pulso como la reducción del ruido FM del transmisor .
El rango de detección aumenta proporcionalmente a la raíz cuarta del número de filtros para un consumo de energía determinado. Alternativamente, el consumo de energía se reduce en función del número de filtros para un rango de detección determinado.
El procesamiento de señales de pulso Doppler integra toda la energía de todos los pulsos individuales reflejados que entran en el filtro. Esto significa que un sistema de procesamiento de señales de pulso Doppler con 1024 elementos proporciona una mejora de 30,103 dB debido al tipo de procesamiento de señales que se debe utilizar con el radar de pulso Doppler. La energía de todos los pulsos individuales del objeto se suma mediante el proceso de filtrado.
El procesamiento de señales para un filtro de 1024 puntos mejora el rendimiento en 30,103 dB, suponiendo que el transmisor y la antena sean compatibles. Esto corresponde a un aumento del 562 % en la distancia máxima.
Estas mejoras son la razón por la que el pulso Doppler es esencial para el ámbito militar y la astronomía.

## Usos del seguimiento de aeronaves
El radar de pulso Doppler para detección de aeronaves tiene dos modos.
- Escanear
- Pista

El modo de escaneo implica filtrado de frecuencia, umbralización de amplitud y resolución de ambigüedad. Una vez que se ha detectado y resuelto un reflejo , el radar Doppler de pulso pasa automáticamente al modo de seguimiento del volumen de espacio que rodea la pista.
El modo de seguimiento funciona como un bucle de enganche de fase , donde la velocidad Doppler se compara con el movimiento de rango en exploraciones sucesivas. El enganche indica que la diferencia entre las dos mediciones está por debajo de un umbral, lo que solo puede ocurrir con un objeto que satisface la mecánica newtoniana . Otros tipos de señales electrónicas no pueden producir un enganche. El enganche no existe en ningún otro tipo de radar.
El criterio de bloqueo debe cumplirse durante el funcionamiento normal. 
- Procesamiento de señales de pulso Doppler § Bloqueo

Lock elimina la necesidad de intervención humana con excepción de helicópteros e interferencias electrónicas .
Los fenómenos meteorológicos obedecen a procesos adiabáticos asociados a la masa de aire y no a la mecánica newtoniana , por lo que el criterio de bloqueo normalmente no se utiliza para el radar meteorológico.
El procesamiento de señales Doppler de pulso excluye de forma selectiva las reflexiones de baja velocidad, de modo que no se produzcan detecciones por debajo de una velocidad umbral. Esto elimina interferencias causadas por el terreno, el clima, los elementos biológicos y los mecanismos mecánicos, con la excepción de los aviones señuelo.
La señal Doppler del objetivo que se detecta se convierte del dominio de frecuencia al dominio de tiempo para el operador en modo de seguimiento en algunos sistemas de radar. El operador utiliza este sonido para la clasificación pasiva de objetivos, como el reconocimiento de helicópteros y la interferencia electrónica.

### Helicópteros
Se requiere una consideración especial para aeronaves con partes móviles grandes, ya que el radar Doppler de pulso funciona como un circuito de enganche de fase . Las puntas de las palas que se mueven cerca de la velocidad del sonido producen la única señal que se puede detectar cuando un helicóptero se mueve lentamente cerca del terreno y las condiciones climáticas.
Un helicóptero parece un emisor de ruido que pulsa rápidamente, excepto en un entorno despejado y sin ruidos molestos. Se produce una señal audible para la identificación pasiva del tipo de objeto en el aire. El desplazamiento de frecuencia Doppler de microondas producido por el movimiento del reflector cae dentro del rango de sonido audible para los seres humanos (20–20 000  Hz ), que se utiliza para la clasificación de objetivos además de los tipos de pantallas de radar convencionales que se utilizan para ese propósito, como el indicador A, el indicador B, el indicador C y el indicador RHI. El oído humano puede ser capaz de notar la diferencia mejor que los equipos electrónicos.
Se requiere un modo especial porque la información de retroalimentación de velocidad Doppler debe estar desvinculada del movimiento radial para que el sistema pueda pasar del escaneo al seguimiento sin bloqueo.
Se requieren técnicas similares para desarrollar información de vía para bloquear señales e interferencias que no pueden satisfacer el criterio de bloqueo.

### Multimodo
El radar de pulso Doppler debe ser multimodo para poder controlar los giros y cruces de trayectorias de las aeronaves.
Una vez en modo de seguimiento, el radar de pulso Doppler debe incluir una forma de modificar el filtrado Doppler para el volumen de espacio que rodea a un seguimiento cuando la velocidad radial cae por debajo de la velocidad mínima de detección. El ajuste del filtro Doppler debe estar vinculado con una función de seguimiento del radar para ajustar automáticamente la velocidad de rechazo Doppler dentro del volumen de espacio que rodea al seguimiento.
El seguimiento cesará sin esta función porque, de lo contrario, la señal del objetivo será rechazada por el filtro Doppler cuando la velocidad radial se acerque a cero porque no hay cambio en la frecuencia.
El funcionamiento multimodo también puede incluir iluminación de onda continua para el rastreo de radar semiactivo .